# Micrathetis tecnion
Micrathetis tecnion là một loài bướm đêm trong họ Noctuidae.